# 봉신연의 (만화)
《봉신연의》(封神演義)는 일본의 만화다. 후지사키 류(藤崎竜)에 의해 《주간 소년 점프》에 1996년부터 2000년까지 연재. 아노 츠토무(安能務)가 번역한 《봉신연의》(고단샤)를 바탕으로 하고 있다. 총 23권이며 대한민국에는 대원씨아이에서 번역, 출간하였다.
1999년에 TV 도쿄와 스튜디오 딘에 의해 《선계전 봉신연의》(仙界伝 封神演義 센카이덴 호오신엔기[*])란 제목으로 애니메이션화되었다.

## 주요 등장인물

#### 은(殷)
- 주왕(紂王):최준영
- 황후(皇后) 강씨(姜氏):전혜수
- 은교(殷郊):김광국
- 은홍(殷洪):김효선
- 문중(聞仲):이정구

#### 곤륜산(崑崙山)
- 원시천존(原始天尊):이인성
- 백학동자(白鶴童子):최재호
- 태공망(太公望):강수진
- 사불상(四不象) : 김소형
- 태을진인(太乙眞人) : 신동식 / 정선혜
- 보현진인(普賢眞人):정선혜
- 양전(楊戩):구자형
- 나타(哪吒):최재호
- 운중자(雲中子):방성준
- 뇌진자(雷震子):김장

#### 무성왕부(武成王府)
- 무성왕(武成王) 황비호(黃飛虎):신성호
- 가씨(賈氏):여민정
- 귀비(貴妃) 황씨(黃氏):한원자
- 황천화(黃天化):손원일

#### 서기성(西岐城)
- 서백후(西伯侯) 희창(姬昌):김용식
- 백읍고(姬伯邑考):김정은
- 희발(姬發):방성준
- 주공(周公) 단(姬旦):최원형

#### 금오도(金鰲島)
- 달기(蘇妲己):양정화
- 호희미(胡喜媚):이자명
- 왕귀인(王貴人):이현진
- 구룡도(九龍島)의 사성(四聖) (왕마, 이흥패, 양삼, 고우건):김광국, 윤여진, 박만영, 정명준

#### 해설
- 신공표(申公豹):최원형
- 흑점호(黑点虎):이현진

## 애니메이션

### 방영 목록
1. 태공망, 봉신계획을 맡다
2. 태공망 최초로 봉신하다
3. 진당관에 보패인간 나타나다
4. 진당관의 연도대전
5. 서백후 희창, 조가를 탈출하다
6. 뇌진자, 바람과 번개를 일으키다
7. 황후 강씨, 역모죄로 몰리다
8. 양전, 태공망을 시험하다
9. 황비호, 은을 등지다
10. 임동관에 쾌남아 나타나다
11. 태공망, 마침내 황비호를 만나다
12. 황비호와 문중, 도상에서 대결하다
13. 태공망, 서백후 희창과 해후하다
14. 서기군, 북으로 출진하다
15. 사성맹공
16. 사성봉신
17. 현, 숭성에 울려퍼지다
18. 형제, 황야로 돌아오다
19. 불타는 조가
20. 은왕조, 멸망하다
21. 달기봉신
22. 곤륜산 공방전
23. 태공망, 진퇴양난에 빠지다
24. 원시천존, 태공망에게 미래를 보여주다
25. 태공망, 추억의 강에 낚시대를 드리우다
26. 태공망, 길을 가리키다

## 보패
작중에 등장하는 특수한 힘을 지닌 도구. 선인계에서 만들어진다.
- 타신편 : 태공망의 보패. 바람의 기운을 다루는 보패이다.
- 건곤권 : 나타의 보패. 나타의 손목에 있는 구리바퀴이다. 직접공격형으로, 대상에 접촉하지 않으면 효과가 없다. 나타는 태어날 때부터 이 건곤권을 가지고 있었다.
- 풍화륜 : 나타의 비상보패. 건곤권과 마찬가지로 나타가 태어날 때부터 가지고 있었던 보패이다.
- 혼천릉 : 나타가 허리에 옷처럼 입고 다니는 보패. 역시 나타가 태어날 때부터 소유했다. 물의 기운을 다루는 보패로, 물에 닿으면 물을 진동시킨다. 이 보패로 인해 나타는 동해용왕과 싸우게 된다.
- 천소익 : 뇌진자의 등에 달린 박쥐날개 같이 생긴 보패. 바람과 번개를 다루는 보패로, 비상보패의 역할도 한다.
- 삼첨도 : 양전의 보패. 커다란 삼지창의 모습을 하고 있다. 충격파를 생성한다.
- 효천견 : 양전의 비상보패. 겉모습은 개이지만 사불상과 같은 영수는 아니다. 살상능력도 있다고 한다. 평소에는 양전이 손바닥에 넣어두고 있다가 사용할 때 꺼낸다.
- 막야의 보검 : 황천화의 보패. 광선검의 형태를 가진 보패로, 무엇이든 단번에 베어버린다.
- 금편 : 문중의 보패. 매우 강한 힘을 가진 채찍으로, 범위는 반경 수 km에 이른다. 보통 선인은 만질 수도 없는 자존심 강한 보패다.
- 규명곤 : 장계방의 보패. 확성기처럼 생긴 보패로, 이 보패로 이름을 불린 사람은 움직일 수 없게 된다.[1]
- 홍주 : 풍림의 보패. 붉은 구슬 안에 상대방을 가둬버린다.
- 하이퍼타신편 : 타신편이 한층 강해진 형태. 태공망이 가지고 있던 타신편이 부서지자 양전이 태공망에게 새로 주게 된다.
- 번천인 : 은교의 보패. 팔에 장착된 이 보패에게 공격당한 상대의 앞에는 '番'이라는 문장이 나타나고, 공격받은 상대는 일정 시간 내에 죽게 된다. 뿐만 아니라 움직여도 죽게 된다. 은교가 죽어야만 보패의 효력이 사라진다.
- 음양경 : 은홍의 보패. 많은 거울을 생성하여 빛을 반사시켜 공격한다. 거울은 상대의 본래 모습을 비추거나, 공격을 반사할 수도 있다.
- 혼원주 : 고우건의 보패. 물을 자유자재로 다룰 수 있다. 두개가 세트로, 한쪽이 금오도의 바다에 떠있어서, 고우건이 가진 다른 한쪽이 바닷물을 끌어들인다.
- 벽지주 : 양삼의 보패. 땅의 기운을 다루는 보패이다. 땅을 조종하는 것 뿐 아니라, 동료를 치료하는 능력도 가진다.
- 반황주 : 이흥패의 보패. 빛을 발사하여 적을 공격한다. 공중을 나는 능력도 있다.
- 개천주 : 왕마의 보패. 강한 폭파력을 가진 여러개의 구슬로, 주인의 뜻에 따라 움직인다. 주인의 심리에 따라 파괴력이 달라진다고 한다.
- 반고번 : 애니메이션에서의 달기가 가지고 있던 보패로, 중력을 지배한다. 출력은 최대 1000배. 검은 색의 구체가 포자처럼 계속 증식하는 형상이다. 달기나 문중 같은 선인도 제대로 다룰 수 없다.
- 여의깃옷 : 호희미의 보패. 적의 모습 뿐만 아니라 그 적이 사용하는 보패까지 흉내낼 수 있다.
- 화룡표 : 달기의 부하 진동의 보패. 불을 다루는 보패로, 태공망은 진동을 쓰러뜨리고 이 보패를 손에 넣게 된다. 후에 태공망이 천화에게 건네준다.
- 뇌공편 : 신공표의 보패, 사방에서 강력한 번개를 아래로 떨어뜨린다고 한다. 보패 중에서도 최강.
- 경세원양 : 달기가 항상 소지하고 있는 커다란 천 같이 생긴 보패. 유혹의 주술에 사용된다. 방어력도 높은 모양.
- 자수우의 : 왕귀인의 보패. 여의우의와 비슷하게 생겼다. 독나방의 가루를 사방에 흩뿌린다. 이 가루는 불에 잘 타므로 공격에 이용된다.
- 황건역사 : 곤륜산의 보패 로봇. 조종사가 조종하거나 스스로 움직인다.

## 영수
작중에 등장하는 선인계의 동물들. 각자 특수한 능력을 지니고 있다.
- 사불상 : 태공망의 영수. 하마와 매우 닮았다. 태공망이 달기와 마지막 전투를 할 때 손에 들고 있던 구슬로 진화하였다.
- 흑점호 : 신공표의 영수. 아주 멀리 있는 장소를 보는 능력을 지니고 있다.
- 흑기린 : 문중의 영수. 겉모습은 기린보다는 곤충과 닮았다. 몸이 특수한 금속으로 이루어져 있다.
- 신흥 : 숭흑호의 영수. 모든 새들의 대장이다.

## 원작과 만화(또는 애니메이션)의 차이
원작 봉신연의와 만화(또는 애니메이션) 봉신연의의 대강의 차이점은 다음과 같다.
- 만화(또는 애니메이션)에서 태공망은 처음부터 끝까지 다른 이들에게 태공망이라고 불리며 본명이 '여망'이라고 소개되어 있다(다만 만화의 소개 부분에 '강자아'라는 이름이 언급되는 부분은 있다).
- 원작에서는 노인이었던 태공망이 만화(또는 애니메이션)에서는 젊은이로 등장하며 여기에 선인은 불로불사이기 때문에 70살 정도인 태공망은 아직 젊은이의 모습을 하고 있다는 설명이 덧붙여져 있다. 만화(또는 애니메이션)에서는 이와 함께 태공망 이외에도 나이에 비해 젊은 외모를 가진 선인들이 다수 등장한다.
- 원작에서 봉신되지 않는 인물 가운데 만화(또는 애니메이션)에서 봉신되는 인물이 있고 원작에서 봉신되는 인물 가운데 만화(또는 애니메이션)에서 봉신되지 않는 인물도 있다.
- 원작에서 엑스트라급으로 낮은 수준의 요괴였던 달기가 만화(또는 애니메이션)에서는 강한 힘과 높은 수준의 요괴가 되어 히로인급으로 부상, 태공망의 최대 숙적으로 다루어진다.
- 만화(또는 애니메이션)에서는 문중이 금오도에서 최강의 힘과 격을 갖춘 인물로 묘사되고 왕천군이 금오도에서 태공망과 비슷한 격의 인물로 묘사된다.
- 비간, 산의생, 희씨 일족은 만화(또는 애니메이션)에서는 엑스트라로 다루어지거나 아예 등장하지 않는다. 곤륜십이선인이나 금오십천군 이외의 선인도 만화(또는 애니메이션)에서는 거의 등장하지 않는다. 서방이나 천상 등의 세계관도 만화(또는 애니메이션)에서는 다루어지지 않는다(이 세계관과 관련된 인물들도 만화(또는 애니메이션)에서는 등장하지 않는다).
- 원작의 세계관은 도교 사상과 불교 사상, 신선 사상 등을 바탕으로 하고 있었으나 만화(또는 애니메이션)의 세계관은 이러한 면이 대부분 사라지고 초고대 문명 사회를 배경으로 한 SF 판타지적 세계관이 되었다.